# Bordeauxbrühe
Bordeauxbrühe oder Kupferkalkbrühe war das erste erfolgreiche Fungizid. Dabei handelt es sich um eine Suspension von gebranntem Kalk (CaO) oder Löschkalk [Ca(OH)2] in einer wässrigen Kupfersulfatlösung.

## Geschichte

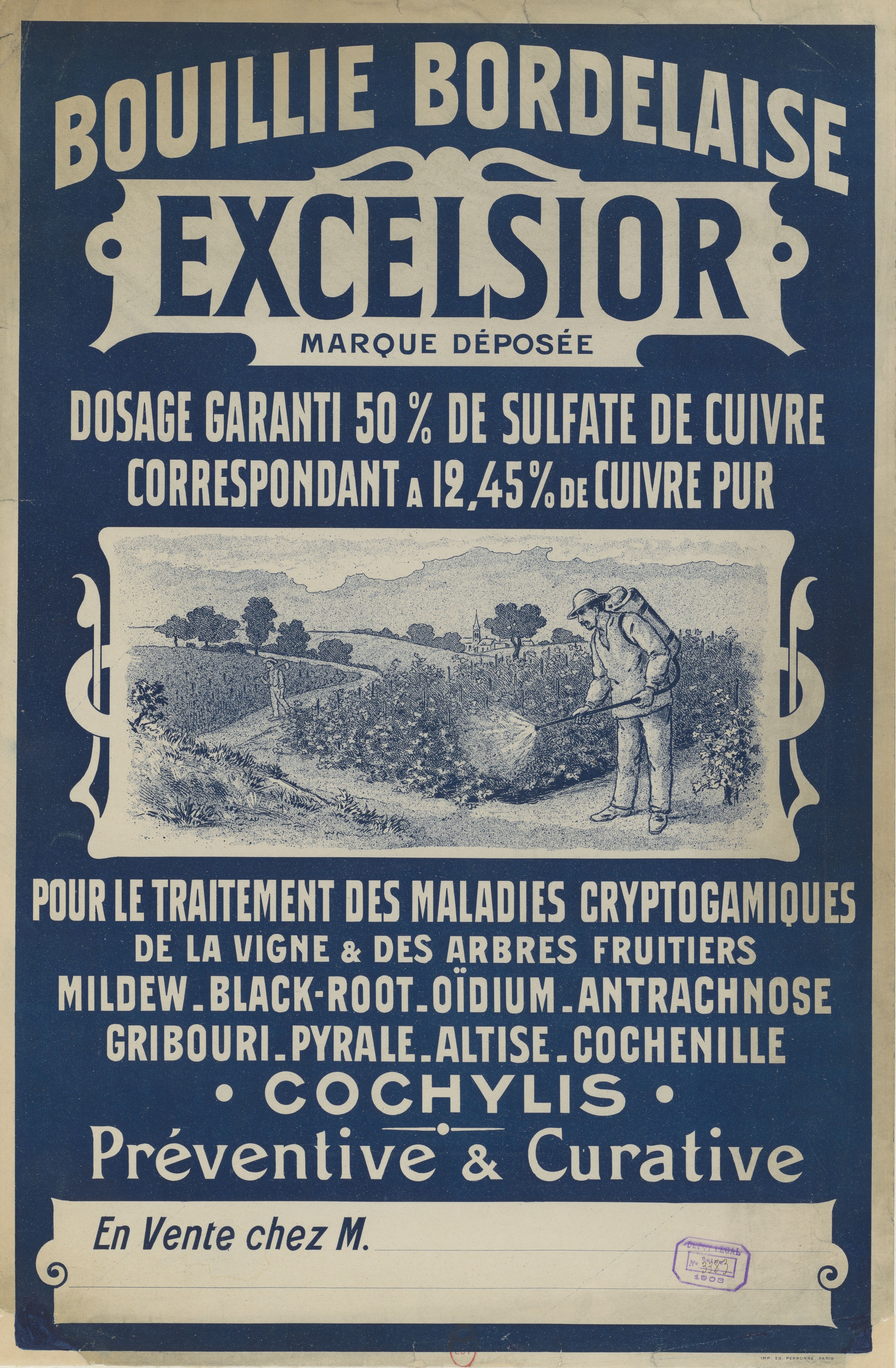
Werbeplakat für Bordeauxbrühe (1903)

Durch die Einfuhr von Weinstöcken aus Amerika, die als resistent gegen Reblaus galten, wurde im Jahre 1878 der Erreger des Falschen Mehltaus der Rebe (Plasmopara viticola) nach Südfrankreich eingeschleppt. Von dort breitete er sich epidemieartig in ganz Frankreich aus und führte zu großen Ertragseinbußen im Weinbau.
Pierre-Marie Alexis Millardet, Botanikprofessor an der Universität Bordeaux, war an der Einfuhr der amerikanischen Reben maßgeblich beteiligt gewesen. Auf der Suche nach einem wirksamen Mittel gegen den Falschen Mehltau bemerkte er, dass alle Reben in einem Weingarten davon befallen waren, mit Ausnahme der Pflanzen, die direkt an einem Weg wuchsen. Diese waren laut Auskunft des Winzers mit einer Mischung aus Vitriol und Kalkmilch besprüht worden, um durch ihr unappetitliches Aussehen und den unangenehmen Geschmack die Spaziergänger vom Stehlen der Trauben abzuhalten. Millardet stellte daraufhin weitere Versuche an (hauptsächlich in den Rebgärten von Château Dauzac) und veröffentlichte 1885 mehrere Schriften, in denen er die Bordeauxbrühe als geeignetes Mittel zur Bekämpfung des Falschen Mehltaus empfahl. Im französischen Sprachgebrauch wurde die Methode Millardet-David-Verfahren genannt, nach Ernest David, dem Technischen Direktor von Château Dauzac.

## Wirkungsweise
Die Bordeauxbrühe enthält Cu2+-Ionen, die in den Pilzsporen als Enzymgifte wirken und deren Keimung verhindern können. Sie wirkt protektiv, muss also vorbeugend ausgebracht werden.

## Toxizität und Ökotoxizität
Bordeauxbrühe ist wegen des enthaltenen Branntkalks stark alkalisch und kann insbesondere in unverdünnter Form zu Verätzungen der Haut führen. Bei Überdosierung werden auch die behandelten Pflanzen geschädigt.
Für den Verbraucher stellen etwaige Rückstände von Bordeauxbrühe auf Früchten und Gemüsen kein Risiko dar. Sie sind in diesen Mengen für den Menschen nicht gesundheitsschädlich und lassen sich leicht abwaschen.
Wenn Bordeauxbrühe, wie im Weinbau üblich, über längere Zeit angewendet wird, kommt es zu einer Anreicherung von Kupfer im Boden. Hierauf reagieren Regenwürmer sehr empfindlich. Die Auswaschung in Grund- und Oberflächenwasser spielt nur eine geringe Rolle. Unsachgemäßer Einsatz führt zu verstärktem Verrieseln der Reben. Gelöste Kupferverbindungen sind sehr giftig für Wasserorganismen.

## Einsatzbereiche und Zulassungssituation
Bordeauxbrühe wird zur Bekämpfung des Falschen Mehltaus an Reben eingesetzt. Ihr zweites wichtiges Einsatzfeld war früher die Bekämpfung der Kraut- und Knollenfäule (Phytophthora infestans) der Kartoffel. Außerdem wirkt sie auf einige Insekten als Repellent und hat ovizide Wirkung, kann also Insekteneier abtöten.
Heute sind in der Schweiz mehrere Präparate zugelassen, die in ihrer Zusammensetzung der Bordeauxbrühe entsprechen. Sie können dort im Weinbau gegen den Falschen Mehltau und die Graufäule (Botrytis cinerea), im Gemüseanbau unter anderem gegen die Septoria-Blattfleckenkrankheit an Tomaten und Sellerie, im Beerenanbau sowie im Obstbau gegen Schorf und den Bakterienbrand der Kirsche verwendet werden.
In Deutschland und Österreich ist die Bordeauxbrühe nicht mehr als Pflanzenschutzmittel zugelassen. Dort sind aber vergleichbare kupferhaltige Zubereitungen mit ähnlichem Einsatzgebiet erhältlich.